# 特徵方程式
特徵方程式（characteristic equation）或輔助方程式（auxiliary equation）為数学名詞，是對應n階微分方程或遞迴關係式的n次代數方程式。只有線性齊次常系數的微分方程或差分方程才有特徵方程式。考慮一微分方程，其因变量為 {\displaystyle y}，{\displaystyle a_{n},a_{n-1},\cdots ,a_{1},a_{0}}為常数
{\displaystyle a_{n}y^{(n)}+a_{n-1}y^{(n-1)}+\cdots +a_{1}y'+a_{0}y=0,}
其特徵方程式如下
{\displaystyle a_{n}r^{n}+a_{n-1}r^{n-1}+\cdots +a_{1}r+a_{0}=0}
根據其解 {\displaystyle r_{1},r_{2},\cdots ,r_{n}}可以產生微分方程的通解。而一個線性差分方程
{\displaystyle y_{t+n}=b_{1}y_{t+n-1}+\cdots +b_{n}y_{t}}
也有其特徵方程式
{\displaystyle r^{n}-b_{1}r^{n-1}-\cdots -b_{n}=0,}
特徵方程式的根也可以提供動態方程的特性資訊。若是一個自變數為時間的微分方程，其應變數稳定的充份必要條件是每一個根的實部都是負值。若是差分方程，穩定的充份必要條件是每一個根的绝对值都小於1。針對這兩種系統，若是有复数根，表示其解會振盪。
線性常係數常微分方程的积分求解法是由萊昂哈德·歐拉發現，他也發現了其解的特性和代數的「特徵方程」有關。後來法國科學家奧古斯丁·路易·柯西及加斯帕尔·蒙日也提及歐拉的特徵方程，而且提到不少細節。

## 推導
考慮常係數的線性齊次微分方程
{\displaystyle a_{n},a_{n-1},\cdots ,a_{1},a_{0}},
{\displaystyle a_{n}y^{(n)}+a_{n-1}y^{(n-1)}+\cdots +a_{1}y^{\prime }+a_{0}y=0}
假設 {\displaystyle y(x)=e^{rx}}，而指數函數 {\displaystyle e^{rx}} 的導數是本身的倍數，{\displaystyle y'=re^{rx}}, {\displaystyle y''=r^{2}e^{rx}}，{\displaystyle y^{(n)}=r^{n}e^{rx}}。因此上式中的每一項都會是 {\displaystyle e^{rx}} 的倍數。若 {\displaystyle r} 為特定值，可以讓 {\displaystyle e^{rx}} 的倍數變為0，這樣即可求解齊次微分方程。為了求解 {\displaystyle r}，可以將 {\displaystyle y=e^{rx}} 及其導數替換到微分方程中，可以得到
{\displaystyle a_{n}r^{n}e^{rx}+a_{n-1}r^{n-1}e^{rx}+\cdots +a_{1}re^{rx}+a_{0}e^{rx}=0}。
因為 {\displaystyle e^{rx}} 不會為零，因此其係數必須為零，可以得到以下的特徵方程式
{\displaystyle a_{n}r^{n}+a_{n-1}r^{n-1}+\cdots +a_{1}r+a_{0}=0}
求解特徵方程式中的 {\displaystyle r}，可以求得微分方程的通解。例如，若 {\displaystyle r} 為3，其通解為 {\displaystyle y(x)=ce^{3x}}，其中 {\displaystyle c} 為積分常數。

## 有關通解的公式
找到特徵方程式的根 {\displaystyle r_{1},\cdots ,r_{n}}，就可以找到微分方程的通解。特徵方程式的根可能是实数或複數，可能都是不同的值，也可能會有相同的值（重根）。若特徵方程式的根有相異的實根，另外有 {\displaystyle h} 個重根，或是 {\displaystyle k} 個複數的根，其解分別為{\displaystyle y_{\mathrm {D} }(x)} ,  {\displaystyle y_{\mathrm {R} _{1}}(x),\cdots ,y_{\mathrm {R} _{h}}(x)} 及 {\displaystyle y_{\mathrm {C} _{1}}(x),\cdots ,y_{\mathrm {C} _{k}}(x)}，因此通解為
{\displaystyle y(x)=y_{\mathrm {D} }(x)+y_{\mathrm {R} _{1}}(x)+\cdots +y_{\mathrm {R} _{h}}(x)+y_{\mathrm {C} _{1}}(x)+\cdots +y_{\mathrm {C} _{k}}(x)}

### 例子
以下是常係數的線性齊次微分方程
{\displaystyle y^{(5)}+y^{(4)}-4y^{(3)}-16y''-20y'-12y=0}
其特徵方程為
{\displaystyle r^{5}+r^{4}-4r^{3}-16r^{2}-20r-12=0}
將特徵方程因式分解，可得到
{\displaystyle (r-3)\left(r^{2}+2r+2\right)^{2}=0}
可以看到 {\displaystyle r} 的解有一個單根，{\displaystyle r_{1}=3} 以及重根的複數根 {\displaystyle r_{2,3,4,5}=-1\pm i}，因此其通解為
{\displaystyle y(x)=c_{1}e^{3x}+e^{-x}(c_{2}\cos x+c_{3}\sin x)+xe^{-x}(c_{4}\cos x+c_{5}\sin x)}
其中有常數 {\displaystyle c_{1},\cdots ,c_{5}}。

### 相異實根
根據應用在常係數線性齊次微分方程的叠加原理，若 {\displaystyle u_{1},\cdots ,u_{n}}是特定微分方程的 {\displaystyle n} 個線性無關的解，則 {\displaystyle c_{1}u_{1}+\cdots +c_{n}u_{n}} 也是其解，其中 {\displaystyle c_{1},\cdots ,c_{n}} 為任意常數。因此，若特徵方程有相異實根 {\displaystyle r_{1},\cdots ,r_{n}}，則通解為
{\displaystyle y_{\mathrm {D} }(x)=c_{1}e^{r_{1}x}+c_{2}e^{r_{2}x}+\cdots +c_{n}e^{r_{n}x}}。

### 重根實根
若特徵方程式中有重複 {\displaystyle k} 次的根 {\displaystyle r_{1}}，可以確定 {\displaystyle y_{\mathrm {p} }(x)=c_{1}e^{r_{1}x}} 會是微分方程的解，不過這個解沒有針對其他 {\displaystyle k-1} 的根提供線性獨立的解。因為 {\displaystyle r_{1}} 為 {\displaystyle k} 次重根，可以將微分方程改寫為
{\displaystyle \left({\frac {d}{dx}}-r_{1}\right)^{k}y=0}.
因為 {\displaystyle y_{\mathrm {p} }(x)=c_{1}e^{r_{1}x}} 為其中的一個解，因此可以令通解為以下的形式 {\displaystyle y(x)=u(x)e^{r_{1}x}}，其中 {\displaystyle u(x)} 是待確認的函數。將 {\displaystyle ue^{r_{1}x}} 代入後可得
{\displaystyle \left({\frac {d}{dx}}-r_{1}\right)ue^{r_{1}x}={\frac {d}{dx}}\left(ue^{r_{1}x}\right)-r_{1}ue^{r_{1}x}={\frac {d}{dx}}(u)e^{r_{1}x}+r_{1}ue^{r_{1}x}-r_{1}ue^{r_{1}x}={\frac {d}{dx}}(u)e^{r_{1}x}}
其中 {\displaystyle k=1}。上述的式子應用 {\displaystyle k} 次，可以得到
{\displaystyle \left({\frac {d}{dx}}-r_{1}\right)^{k}ue^{r_{1}x}={\frac {d^{k}}{dx^{k}}}(u)e^{r_{1}x}=0}
除以 {\displaystyle e^{r_{1}x}} 後可得
{\displaystyle {\frac {d^{k}}{dx^{k}}}(u)=u^{(k)}=0}
上述式子若且唯若 {\displaystyle u(x)} 是 {\displaystyle k-1} 次的多項式，因此 {\displaystyle u(x)=c_{1}+c_{2}x+c_{3}x^{2}+\cdots +c_{k}x^{k-1}}.。因為 {\displaystyle y(x)=ue^{r_{1}x}}，因此通解中對應 {\displaystyle r_{1}} 的解會是
{\displaystyle y_{\mathrm {R} }(x)=e^{r_{1}x}\left(c_{1}+c_{2}x+\cdots +c_{k}x^{k-1}\right)}

### 複數根
若二階微分方程有共轭复数根 {\displaystyle r_{1}=a+bi} 及 {\displaystyle r_{2}=a-bi}，其對應的通解為 {\displaystyle y(x)=c_{1}e^{(a+bi)x}+c_{2}e^{(a-bi)x}}。利用欧拉公式（{\displaystyle e^{i\theta }=\cos \theta +i\sin \theta }），可以將通解改寫如下：
{\displaystyle {\begin{aligned}y(x)&=c_{1}e^{(a+bi)x}+c_{2}e^{(a-bi)x}\\&=c_{1}e^{ax}(\cos bx+i\sin bx)+c_{2}e^{ax}(\cos bx-i\sin bx)\\&=\left(c_{1}+c_{2}\right)e^{ax}\cos bx+i(c_{1}-c_{2})e^{ax}\sin bx\end{aligned}}}
其中 {\displaystyle c_{1}} 和 {\displaystyle c_{2}} 是係數，不過可能不是實數，而且隨初始條件而不同（因為 {\displaystyle y(x)} 是實數，{\displaystyle c_{1}-c_{2}} 需要是虛數或是零，{\displaystyle c_{1}+c_{2}} 為實數，為了要讓等號右邊為實數）
例如，若 {\displaystyle c_{1}=c_{2}={\frac {1}{2}}}，可以得到特解 {\displaystyle y_{1}(x)=e^{ax}\cos bx}，另外，若 {\displaystyle c_{1}={\frac {1}{2i}}} 及 {\displaystyle c_{2}=-{\frac {1}{2i}}}，可以得到另一個獨立的解 {\displaystyle y_{2}(x)=e^{ax}\sin bx}。利用重疊原則，有 {\displaystyle r=a\pm bi} 複根的常係數線性齊次微分方程，其通解如下：
{\displaystyle y_{\mathrm {C} }(x)=e^{ax}\left(c_{1}\cos bx+c_{2}\sin bx\right)}
上述的分析也可以應用在高階微分方程，其特徵方程式中也可能有非實數的共軛根。